# Ivy Bridge
Ivy Bridge è il nome in codice dell'evoluzione dell'architettura x86 di terza generazione (Sandy Bridge) sviluppata da Intel per i propri processori; a differenza della prima generazione che è basata sul processo produttivo a 32 nm, Ivy Bridge è un die-shrink a 22 nm.
I primi processori basati su tale evoluzione sono arrivati sul mercato il 23 aprile 2012 e nei mesi seguenti sono andati progressivamente a occupare tutti i settori di mercato, desktop, mobile e server.
Intel ha inoltre annunciato l'intenzione di investire tra i 6 e gli 8 miliardi di dollari nell'adeguamento degli stabilimenti produttivi destinati alla realizzazione delle future CPU basate su architettura Ivy Bridge. Nello specifico verranno potenziati i due stabilimenti in Arizona e ne verrà costruito uno nuovo in Oregon.

## Caratteristiche tecniche
Trattandosi di un "ridimensionamento" dell'architettura Sandy Bridge e non di un suo successore, Ivy Bridge vede il proprio progetto molto simile a quello di quest'ultima, ma introducendo anche alcune revisioni interne, tra le quali il nuovo processo produttivo a 22 nm, reso possibile grazie ai Transistor 3D.
Il nuovo processo produttivo ha permesso ad Intel di potenziare maggiormente il comparto grafico (il reale tallone d'Achille dei propri processori) rispetto alla componente CPU. Il numero di core e le frequenze rimangono fondamentalmente identiche rispetto alla generazione precedente, ovvero clock che sfiorano i 4 GHz e configurazioni multi core fino a 8 core (sebbene solo nel settore server), ma le varie ottimizzazioni introdotte hanno consentito alle prestazioni in particolari ambiti di arrivare a essere superiori anche del 20% rispetto alla precedente generazione Sandy Bridge.
Le maggiori innovazioni riguardano, come detto, il comparto grafico integrato grazie anche agli ampi margini di affinamento che tale progetto ancora consente in virtù della sua relativa "gioventù". I processori Ivy Bridge introducono il supporto alle DirectX 11  e OpenCL 1.1, e sono dotati di almeno 16 unità shader, per arrivare alle 24 di alcuni modelli (ovvero il doppio di quanto integrato nel comparto grafico precedente); viene integrato anche il supporto al PCI Express 3.0, offrendo quindi un raddoppio di banda fino a 1 GB/s per ogni linea; è previsto il supporto fino a 16 linee, probabilmente divisibili anche in due segnali 8x per poter sfruttare configurazioni a doppia scheda video grazie alle tecnologie CrossFireX e SLI rispettivamente di AMD/ATI e nVidia. Tali innovazioni dovrebbero consentire un aumento di prestazioni in ambito grafico fino al 30%.
Sono stati presentati processori da 4 o più core basati su Ivy Bridge, e questo potrebbe quindi sancire nel breve-medio termine l'abbandono dei processori dual core anche per la fascia più bassa del mercato.
Il socket è rimasto l'LGA 1155, già introdotto con i prodotti di fascia media basati su Sandy Bridge.

Nell'ultima roadmap diffusa da Intel, per il 2012 non è prevista la distribuzione della versione per la fascia più alta del settore desktop che utilizzerà l'LGA 2011, già introdotto con i prodotti di fascia alta basati su Sandy Bridge, perciò si prevedeva che sarebbe stata distribuita all'inizio del 2013.

### Nuovo tipo di transistor
Una caratteristica veramente innovativa, introdotta da Intel, riguarda il tipo di transistor che viene impiegato per la realizzazione dei processori Ivy Bridge. Per il processo a 22 nm Intel ha deciso di utilizzare transistor tri-gate. Tradizionalmente i transistor hanno una struttura strettamente planare, mentre i transistor tri-gate hanno un gate tridimensionale che avvolge il canale in cui scorrono gli elettroni su ben tre lati (invece che su uno solo come nei transistor planari). Stando a quanto pubblicato da intel, questo tipo di struttura permette di diminuire la corrente di dispersione (corrente che continua a scorrere nel transistor anche quando dovrebbe essere 'spento') e migliora i tempi di reazione, permettendo quindi di realizzare processori più veloci e con consumi minori.

### Maggiore controllo delle frequenze operative
Con le CPU basate su "Sandy Bridge-E", ovvero le soluzioni pensate per il socket LGA 2011, Intel ha introdotto alcune specifiche revisioni per poter semplificare il processo di overclock. Con Ivy Bridge tale funzionalità è stata estesa a tutta la gamma di processori, quindi a tutti i settori del mercato. Diventa quindi possibile aumentare la frequenza della CPU e della memoria RAM in maniera indipendente dai restanti BUS di sistema, andando quindi a superare quel limite proprio delle precedenti architetture Sandy Bridge, nelle quali il clock dei componenti dell'intero sistema erano correlati al "Base Clock" della CPU, caratteristica che limitava fortemente le capacità di overclock nei processori con moltiplicatore bloccato, in quanto un aumento del Base Clock comportava anche un aumento di frequenza dei BUS PCI Express e delle periferiche di I/O. A tale flessibilità si aggiunge inoltre una maggiore stabilità dell'energia erogata per il funzionamento del processore (facilitando a sua volta l'overclock), dato che il circuito preposto a tale regolazione viene ora integrato direttamente nella CPU.

## Chipset supportati
Sebbene sia prevista la compatibilità delle CPU Ivy Bridge con alcuni modelli del chipset Cougar Point sviluppato per i processori basati su Sandy Bridge (nello specifico solo le varianti P67 e H67), Intel ha prodotto anche una nuova famiglia di chipset, conosciuta come Panther Point, specificatamente disegnata per questa architettura. Tra le sue innovazioni si possono evidenziare il controller USB 3.0 e SATA 3 più sofisticato rispetto al precedente.

## Considerazioni sull'abbinamento "Processo produttivo/Architettura" di Intel
A partire dall'introduzione dell'architettura Core, successiva alla NetBurst e avvenuta a metà 2006, Intel ha dichiarato l'intenzione di presentare una nuova architettura ogni 2 anni, in modo da poter tenere il passo con la famosa Legge di Moore. Per aumentare le prestazioni di una CPU mantenendone sotto controllo anche il consumo energetico è necessario non solo ottimizzarne l'architettura, ma anche realizzare i nuovi dispositivi con processi produttivi sempre più raffinati.
Per limitare gli imprevisti delle innovazioni tecnologiche necessarie al rinnovamento generazionale dei propri processori, a partire dagli inizi del 2006 Intel ha iniziato a seguire una strategia denominata "Tick-Tock": prima viene introdotta una nuova tecnologia produttiva sulla base di un'architettura già collaudata (la fase "Tick") e in seguito, quando tale tecnologia è in grado di fornire rese elevate, la si adotta per produrre una nuova architettura  (la fase "Tock").
I primi esponenti di questa nuova filosofia di progetto furono i processori Pentium D Presler (che avevano praticamente la stessa architettura dei precedenti Smithfield) con cui venne introdotto il processo produttivo a 65 nm (fase "Tick"). Dopo aver collaudato la nuova tecnologia costruttiva con queste CPU, Intel passò alla nuova architettura Core dei Core 2 Duo, prodotta sempre a 65 nm (fase "Tock").
In maniera analoga, tra la fine del 2007 e l'inizio del 2008, Intel presentò i processori Penryn e Wolfdale che erano in sostanza dei die-shrink del Core 2 Duo, a 45 nm (fase "Tick"). A fine 2008, quando anche questo processo produttivo era ormai a punto, arrivò l'architettura Nehalem (fase "Tock"). La sua evoluzione Westmere è stata realizzata a 32 nm a partire dai primi mesi del 2010 (fase "Tick"), in modo da collaudare anche questa tecnologia in vista dell'architettura successiva Sandy Bridge, uscita poi nel 2011 (fase "Tock"). L'intenzione dichiarata di Intel, molto ambiziosa, era quella di migliorare il rapporto performance/watt del 300% entro la fine del decennio.
Seguendo il medesimo principio, Sandy Bridge è stata poi seguita dal die-shrink a 22 nm Ivy Bridge nel 2012 (fase "Tick"), che ha quindi mantenuto la stessa architettura ma ha introdotto un nuovo processo produttivo. Nel 2013 arriverà anche la nuova architettura Haswell (fase "Tock"), il cui die-shrink a 14 nm prenderà il nome di Broadwell (fase "Tick"); quest'ultimo verrà poi seguito negli anni seguenti dall'architettura Skylake (fase "Tock") e dalla sua ri-scalatura Ice Lake (fase "Tick").
Questa metodologia di sviluppo, nelle intenzioni di Intel, minimizza i rischi propri dell'adozione di una nuova tecnologia produttiva con un'architettura a sua volta completamente nuova, consentendo ai progettisti di concentrarsi, ad anni alterni, sulla risoluzione di una sola classe di problemi.

## Il successore
Non essendo una vera e propria architettura ma solo un'evoluzione della precedente Sandy Bridge, si può identificare il successore di Ivy Bridge in Haswell, prodotta anch'essa a 22 nm e prevista per la primavera del 2013, e che sarà un'architettura completamente rinnovata che andrà a succedere a quella introdotta da Sandy Bridge e continuata da Ivy Bridge.
L'arrivo di Ivy Bridge prima, e Haswell poi, prolungherà quindi la vita dell'approccio "Tick-Tock" descritto poco sopra per l'innovazione delle CPU Intel.